# ヴォジャ川 (リャザン州)
ヴォジャ川（ヴォジャがわ、ロシア語: Вожа）はロシア・リャザン州を流れる川である。オカ川の支流。全長103km、流域面積1590km²。流域の市にはルイブノエがある。

## 歴史
1378年8月、ヴォジャ川とその支流メチャ川(ru)周辺（正確な場所は不明）において、モスクワ公兼ウラジーミル大公ドミトリー率いるルーシ軍が、ベギチ(ru)率いるジョチ・ウルス軍を破った（ヴォジャ河畔の戦い(ru)）。これらドン川水系地方で武勲を挙げたドミトリーは、後にドミトリー・ドンスコイ（ドン川のドミトリー）と称されるようになる。